# Aldridge (Royaume-Uni)
Pour les articles homonymes, voir Aldridge.
Aldridge est une ville des Midlands de l'Ouest, en Angleterre.

## Histoire
Le nom "Aldridge" est dérivé de l'anglo-saxon alr ou alre + wīc, signifiant "aulne (arbre) + village". Une autre hypothèse suggère qu'il signifie "ferme isolée parmi les aulnes", dérivé du vieil anglais alor et wīc. Il fut enregistré sous le nom d'Alrewic dans le Domesday Book de 1086, avec une valeur de 15 shillings et une population de sept foyers. Le seigneur était Robert (d'Oilly) et le tenant en chef était William, fils d'Ansculf. Le nom apparaît plus tard sous les formes Alrewich et Allerwych au XIIe siècle.
Aldridge a commencé comme une petite communauté agricole, où l'agriculture était l'occupation principale jusqu'au XIXe siècle.
Dans les années 1800, Aldridge devint une ville industrielle avec des mines de charbon et des fours à chaux. La présence de charbon et d'argile dans la région entraîna l'ouverture de nombreuses mines et briqueteries. L'argile d'Aldridge était particulièrement prisée pour la fabrication de briques bleues. Le recensement de 1881 montre que les mines et les briqueteries étaient les principaux employeurs. Cependant, à l'est d'Aldridge, vers Stonnall, les gisements de charbon et d'argile étant situés plus profondément, leur extraction n'était pas rentable, ce qui permit à l'agriculture de perdurer dans cette zone. Une carrière de sable fut néanmoins ouverte sur Birch Lane et reste en activité.
Les cartes Ordnance Survey des XIXe et début du XXe siècle montrent une zone appelée Pool Green au sud d'Aldridge, de l'autre côté de la voie ferrée par rapport à la gare d'Aldridge. Un grand étang y fut asséché et comblé lors de la construction de la ligne ferroviaire. Il est possible que Pool Green ait été le site d'une implantation saxonne, bien qu'aucune découverte archéologique n'ait été signalée et que la zone ait depuis été réaménagée.
Au XXe siècle, Aldridge vit la construction de nouveaux commerces ainsi que de bâtiments municipaux. Pendant la Seconde Guerre mondiale, le petit aéroport d'Aldridge fut utilisé pour les avions militaires, avant d'accueillir temporairement des vols passagers.
Aldridge devint un district urbain du Staffordshire en 1934. Outre la paroisse d'Aldridge, ce district comprenait les paroisses de Great Barr, Pelsall et Rushall, ainsi que les villages de Walsall Wood, Clayhanger et Streetly. Ces zones connurent une forte croissance à partir des années 1930, avec la construction de logements privés, principalement acquis par des familles quittant le centre de Walsall.
Le 1er avril 1966, le district urbain d'Aldridge fusionna avec Brownhills pour former Aldridge-Brownhills. Certaines parties furent également annexées par le County Borough de West Bromwich, le Lichfield Rural District, le Cannock Urban District, ainsi que les County Boroughs de Walsall et Birmingham. Le même jour, la paroisse fut abolie et intégrée à Aldridge-Brownhills, tandis que d'autres portions rejoignirent Birmingham, Shenstone, Walsall et West Bromwich. En 1961, la paroisse comptait 51 046 habitants. En 1974, Aldridge fut incorporée dans le Metropolitan Borough élargi de Walsall.